# Bahçeşehir Okulları Stadyumu
Bahçeşehir Okulları Stadyumu – stadion piłkarski w Alanyi. 

## Charakterystyka
Wybudowany w latach 1995–2010 i otwarty 9 stycznia 2011 towarzyskim meczem piłkarskim Galatasarayu Stambuł z Hannoverem 96 (3:0). Posiada cztery zadaszone trybuny o łącznej pojemności 10 842 miejsc. Od 2011 r. domowy obiekt Alanyasporu.
2 czerwca 2019 rozegrano na nim towarzyski mecz piłkarskich reprezentacji Turcji i Uzbekistanu (2:0).